# Coptidium pallasii
Coptidium pallasii (Schltdl.) Tzvelev – gatunek rośliny z rodziny jaskrowatych (Ranunculaceae Juss.). Występuje naturalnie na Svalbardzie, północnej części Syberii, na Alasce oraz w Kanadzie (na terytoriach Nunavut i Północno-Zachodnich, w północno-wschodniej części Manitoby, w północnym Ontario oraz w zachodniej i północnej części Quebecu). 

## Morfologia
PokrójBylina o nagich pędach.
LiścieSą pojedyncze lub potrójnie klapowane. W zarysie mają kształt od liniowego do odwrotnie owalnego. Mierzą 1,5–3,5 cm długości oraz 0,5–2 cm szerokości. Liść jest na brzegu całobrzegi. Wierzchołek jest zaokrąglony lub spiczasty.
KwiatySą pojedyncze. Rozwijają się na szczytach pędów. Są białego lub różowego koloru. Mają 5 eliptycznych działek kielicha, które dorastają do 6–10 mm długości. Mają od 7 do 11 odwrotnie owalnych płatków o długości 8–13 mm.
OwoceNagie niełupki o długości 4–6 mm. Tworzą owoc zbiorowy – wieloniełupkę o kulistym kształcie i 5–12 mm długości.

## Biologia i ekologia
Rośnie w tundrze – na skałach i morenach. Występuje na wysokości do 700 m n.p.m. Kwitnie od lipca do sierpnia.